# Đulabije
Đulabije su ciklus ljubavnih pjesama koje je Stanko Vraz počeo objavljivati u Danici 1837. godine, a koje su potom uknjižene 1840. godine. U prvom izdanju izašla su prva dva dijela tog ciklusa, posvećena Ljubici Cantilli, a nakon njene smrti, Vraz je za naredna izdanja napisao još treći i četvrti dio, posvećen domovini.
I. pěvanje
35.
Ljubice nemila,
ti moj nepokoju!
Kupi me u serće
i dušicu svoju
Jer smertna j´ grěhota
gdje brat bolan čeka.
A sestrica neće
da prinose lěka.
38.
Ljubi me, Ljubice,
Ljubi, djevo mila!
Dok su nam jos vita
od mladosti krila.
Srěća bez pokoja
měnja brzu nogu...
Što će donět sutra
znano j´ samo Bogu
Čar je Đulabija u njihovoj gotovo naivnoj jednostavnosti i neposrednosti. U pojedinim pjesmama Vraz je obične doživljaje znao tako umjetnički zaokružiti da se svaka od pjesama doima kao samostalna cjelina. Đulabije sadržavaju doživljene dijelove (ljubav prema Ljubici), ali im je jezgra izrazito romantička. 
Na početku Đulabija Vraz iznosi ljubav prema Ljubici u vedrom i optimističnom raspoloženju. S Ljubičinom udajom pojavljuju se nostalgija i potištenost, a nakon njene smrti bol i sućut. Tako vedri osjećaji koji se odnose na ljubav prema ženi, prelaze u nostalgične i potištene osjećaje prema krajoliku domovine. Na taj način povezani motivi čine Đulabije tipičnim izrazom romantičarskog mišljenja i nazora, a djelu promatranom kao cjelina daju osjećaj sveljudskog.
III. pěvanje
69.
Krasan si moj kraju
sva su města ista;
Al´ od cvěta srěće
nij´ već nijednog lista
Samcat po nijh šećem
s tugom bez broja
ko po groblju děce
Slava mati moja
Đulabije su u hrvatskoj književnosti i njenoj povijesti proglašene ljubavnim romanom u stihovima, međutim, to nije u potpunosti ispravno. Premda između Đulabija i različitih romana iz vremena romantike postoje srodnosti, one se nalaze u cjelokupnom ugođaju, a ne u kompoziciji. Počevši pisati pjesme Ljubici, Vraz nije mogao znati kako će ih završiti. Tako Đulabije ne možemo smatrati romanom, nego zbirkom povezanih ljubavnih pjesama. 